# Słobódka (rejon solecznicki)
Słobódka, Słoboda (lit. Slabada) − wieś na Litwie, w gminie rejonowej Soleczniki, 1 km na południowy wschód od Kamionki, zamieszkana przez 44 ludzi. Przed II wojną światową w Polsce, w powiecie wileńsko-trockim województwa wileńskiego.